# Феофилакт (Горский)
Епи́скоп Феофила́кт (в миру Фёдор Ники́тич Го́рский; 1738, Москва — 9 сентября 1788 г., Коломна) — епископ Русской православной церкви, епископ Коломенский и Каширский.

## Биография
Родился в Москве, в семье священника Богоявленского, что в Елохове, храма Никиты Иванова (†1751) и купеческой дочери Иулиты Федоровой. Учился в Славяно-греко-латинской академии. Одновременно с ним в Академии учились будущие митрополиты Платон (Левшин) и Гавриил (Петров-Шапошников), постриженные в монахи в 1758 г.
В 1758 году был пострижен в монашество и в том же году определён учителем аналогии в Славяно-греко-латинской академии. По рукоположении митрополитом Тимофеем (Щербацким) в 1759 году в сан иеродиакона назначен учителем синтаксимы, а в 1762 году посвящён в иеромонахи и назначен учителем риторики. 
В 1767 году переведён на должность учителя философии, с 20 мая 1768 года префект академии, а в октябре 1770 года назначен ректором Славяно-греко-латинской академии. Префектом Академии и преподавателем философии (с сентября 1771 г.) был иеромонах Амвросий (Подобедов).. В 1774 году находился в Санкт-Петербурге, в качестве придворного проповедника, несшего так же череду священнослужения. Участвовал в дворцовых богослужениях и произносил проповеди в присутствии императрицы и наследника престола Павла Петровича .
Первым в России включил пастырскую составляющую в учебный курс богословия. При этом не скрывал, что структуру богословской системы, в том числе и её пастырскую составляющую, он заимствовал у немецкого протестантского богослова Иоганна Франца Будде.
После ухода из академии 8 августа 1774 года стал настоятелем московского Донского монастыря. В 1774 г., из Государственной коллегии экономии на жалование настоятелю с братией было выделено 1139 рублей, из них настоятелю («жалованных порционных») — 299 рублей. В 1775 г. была проведена опись икон и монастырской ризницы. Иконостас главного храма в честь Донской иконы «от давных лет пришел в крайнюю ветхость» и был разобран, а иконы размещены по другим храмам. «Оный иконостас за ветхостью снят, — написано рукою Феофилакта, — по присланному из Синода Указу, а иконы старые поставлены по другим церквам, в целости». Летом 1775 года просил Императрицу о выделении финансовой помощи на реставрацию собора. В августе того же года, Екатерина II приказала выдать на «исправление ветхостей» 500 рублей, с пожеланием «на отпущенную сумму означенные ветхости нынешним удобным временем исправить». К середине 1776 г., стараниями архимандрита был проведен необходимый ремонт.
18 сентября 1776 года хиротонисан во епископа Переславского. В качестве епископа участвовал в богослужениях в Успенском соборе Кремля с 20 — 22 сентября. Будучи Переславским архиереем, проводил неоднократные инспекции ("осмотры недостатков") приходов и монастырей, разрешал перестройку или построение новых храмов .
6 мая 1788 года, в связи упразднением Переславской епархии, назначен епископом Коломенским и Каширским. Управлял епархией всего четыре месяца, находясь, в основном, в Москве. Летом 1788 г. инициировал инспекцию Коломенской духовной семинарии и отстранение её ректора, игумена Высоцкого монастыря Геннадия (из-за финансовых махинаций и пьянства). 
С начала 1788 г. пребывал, по разрешению императрицы и митрополита Платона (Левшина), на продолжительном лечении и жительстве в Высоко-Петровском монастыре. Скончался в 9 часов утра 9 сентября 1788 г. Похоронен в Успенском соборе Коломенского кремля. Отпевание совершал митрополит Платон (Левшин). Имущество епископа Феофилакта, по его же завещанию, досталось родному племянницу священнику Ивану Михайлову, настоятелю Введенской церкви в Семеновской слободе.

## Труды
Будучи ректором академии, он составил систему богословия, которая была напечатана в Лейпциге на латинском языке в 1784 году под названием: «Ortodoxae orientalis ecclesiae dogmata, seu doctrina christiana de credendis et agendis», в 2-х частях («Догматы Православной Восточной Церкви, или Христианское учение о том, во что должно верить (часть I) и как должно действовать (часть II) тем, кто посвятил себя изучению Богословия, со всеми необходимыми для того сведениями»). В этом сочинении излагается: учение о Боге самом в себе и в отношении к делам Его; о происхождении и состоянии первобытного человека до и после падения; о домостроительстве божественного спасения человечества; о спасении и конечной судьбе человека. Затем излагается нравственное христианское учение по обычной тогдашней школьной схеме. Сочинение это не совсем самостоятельно, во многом повторяет другие системы; заметно следование Буддею и Шуберту. Книга эта была издана вторично комиссией духовных училищ в 1818 году для руководства в семинариях.
Другое догматическое сочинение «Догматы христианской православной веры» составляет сокращение первой части первого сочинения. Оно издано было сначала им в Москве в 1773 году на латинском и на русском языках. В том же году оно издано в Москве профессором Рейхелем на немецком и русском языке, с посвящением великой княгине Наталии Алексеевне. В 1792 году было новое издание на русском и французском языках (СПб.).
Епископу Феофилакту принадлежит рукописное сочинение «Гармония и Толкование на все св. писание» и несколько проповедей, как-то: надгробное слово митрополиту Тимофею Щербицкому (М., 1767), слово на день Андрея Первозванного (М., 1776), слово на день Петра и Павла (М., 1776) и др.
По мнению Тареева, Феофилакт — один из основателей собственно отечественной традиции религиозно-философской мысли. Наряду с Платоном (Левшиным) он стал выразителем метода анагогии, требующего синергического одухотворения «внешности красящегося слога», или буквы, что позднее дало повод некоторым авторам упрекнуть Феофилакта в компилятивности. Напротив, для Феофилакта характерно подчёркивание «сокровенности» своей мысли или духовного опыта.